# Celastrina dipora
Celastrina dipora är en fjärilsart som beskrevs av Moore 1865. Celastrina dipora ingår i släktet Celastrina och familjen juvelvingar. Inga underarter finns listade i Catalogue of Life.